# Élections législatives de 1958 dans l'Indre
Les élections législatives françaises de 1958 se déroulent les 23 et 30 novembre 1958.  Dans le département de l'Indre, trois députés sont à élire dans le cadre de trois circonscriptions.

## Élus
| Circonscription | Député élu            | Parti | Parti  |
| --------------- | --------------------- | ----- | ------ |
| 1re             | Louis Deschizeaux     |       | SFIO   |
| 2e              | René Caillaud         |       | Radsoc |
| 3e              | Jean Bénard-Mousseaux |       | CNIP   |

## Système électoral
Pour la première fois depuis 1936, les élections législatives ont lieu au scrutin uninominal majoritaire à deux tours dans des circonscriptions uninominales.
Est élu au premier tour le candidat qui réunit la majorité absolue des suffrages exprimés et un nombre de voix au moins égal au quart (25 %) des électeurs inscrits dans la circonscription. Si aucun des candidats ne satisfait ces conditions, un second tour est organisé entre les candidats ayant réuni un nombre de voix au moins égal à 5 % des suffrages exprimés. Au second tour, le candidat arrivé en tête est déclaré élu.
Le seuil de qualification, basé sur un pourcentage relativement faible des suffrages exprimés, tend à faciliter l'accès au second tour de plus de deux candidats. Les candidats en lice au second tour peuvent ainsi fréquemment être trois, un cas de figure appelé « triangulaire ». Lorsque quatre candidats s'affrontent au second tour, on parle de « quadrangulaire ».

## Résultats

### Résultats à l'échelle du département
| Parti          | Parti                                            | Premier tour | Premier tour | Second tour | Second tour | Sièges |
| Parti          | Parti                                            | Voix         | %            | Voix        | %           | Sièges |
| -------------- | ------------------------------------------------ | ------------ | ------------ | ----------- | ----------- | ------ |
|                | Union pour la nouvelle République                | 12 455       | 10,34        | 11 962      | 9,95        | 0      |
|                | Centre national des indépendants et paysans      | 11 545       | 9,59         | 20 480      | 17,04       | 1      |
|                | Droite parlementaire                             | 24 000       | 19,93        | 32 442      | 26,99       | 1      |
|                |                                                  |              |              |             |             |        |
|                | Parti communiste français                        | 28 927       | 24,02        | 32 109      | 26,71       | 0      |
|                | Section française de l'Internationale ouvrière   | 25 738       | 21,37        | 21 724      | 18,07       | 1      |
|                | Parti républicain, radical et radical-socialiste | 22 336       | 18,55        | 16 818      | 13,99       | 1      |
|                | Centre républicain                               | 7 762        | 6,45         | 8 669       | 7,21        | 0      |
|                | Centre réformateur républicain                   | 5 933        | 4,93         | 8 456       | 7,03        | 0      |
|                | Extrême droite                                   | 3 822        | 3,17         | Retrait     | Retrait     | 0      |
|                | Mouvement républicain populaire                  | 1 905        | 1,58         | Retrait     | Retrait     | 0      |
|                |                                                  |              |              |             |             |        |
| Inscrits       | Inscrits                                         | 163 584      | 100,00       | 163 400     | 100,00      | 3      |
| Abstentions    | Abstentions                                      | 39 821       | 24,34        | 40 412      | 24,73       |        |
| Votants        | Votants                                          | 123 763      | 75,66        | 122 988     | 75,27       |        |
| Blancs et nuls | Blancs et nuls                                   | 3 340        | 2,7          | 2 770       | 2,25        |        |
| Exprimés       | Exprimés                                         | 120 423      | 97,3         | 120 218     | 97,75       |        |

### Résultats par circonscription

#### Première circonscription (Châteauroux)
| Candidat       | Candidat              | Parti          | Premier tour | Premier tour | Second tour | Second tour |  |
| Candidat       | Candidat              | Parti          | Voix         | %            | Voix        | %           |  |
| -------------- | --------------------- | -------------- | ------------ | ------------ | ----------- | ----------- |  |
|                | Louis Deschizeaux élu | app. SFIO      | 13 269       | 43,04        | 21 724      | 57,52       |  |
|                | Édouard Ramonet       | CR             | 7 762        | 19,99        | 8 669       | 22,95       |  |
|                | André Blondeau        | PCF            | 7 644        | 19,69        | 7 375       | 19,53       |  |
|                | Raymond Picard        | UNR            | 3 891        | 10,02        | Retrait     | Retrait     |  |
|                | Léon Boutbien         | SFIO           | 3 548        | 9,14         | Retrait     | Retrait     |  |
|                | Pierre Miannay        | MRP            | 1 905        | 4,91         |             |             |  |
|                | Lucien Ayral          | UFF            | 808          | 2,08         |             |             |  |
|                |                       |                |              |              |             |             |  |
| Inscrits       | Inscrits              | Inscrits       | 48 820       | 100,00       | 52 509      | 100,00      |  |
| Abstentions    | Abstentions           | Abstentions    | 9 301        | 19,05        | 13 881      | 26,44       |  |
| Votants        | Votants               | Votants        | 39 519       | 80,95        | 38 628      | 73,56       |  |
| Blancs et nuls | Blancs et nuls        | Blancs et nuls | 692          | 1,75         | 860         | 2,23        |  |
| Exprimés       | Exprimés              | Exprimés       | 38 827       | 98,25        | 37 768      | 97,77       |  |

#### Deuxième circonscription (Issoudun)
| Candidat       | Candidat          | Parti          | Premier tour | Premier tour | Second tour | Second tour |  |
| Candidat       | Candidat          | Parti          | Voix         | %            | Voix        | %           |  |
| -------------- | ----------------- | -------------- | ------------ | ------------ | ----------- | ----------- |  |
|                | René Caillaud élu | Radsoc         | 13 618       | 33,99        | 16 818      | 41,04       |  |
|                | Aimé Esmelin      | PCF            | 10 832       | 27,04        | 12 200      | 29,77       |  |
|                | Jean Toury        | UNR            | 8 564        | 21,38        | 11 962      | 29,19       |  |
|                | Robert Jospin     | SFIO           | 4 036        | 10,07        | Retrait     | Retrait     |  |
|                | Robert Nicolas    | UFF            | 3 014        | 7,52         | Retrait     | Retrait     |  |
|                |                   |                |              |              |             |             |  |
| Inscrits       | Inscrits          | Inscrits       | 58 018       | 100,00       | 57 909      | 100,00      |  |
| Abstentions    | Abstentions       | Abstentions    | 16 486       | 28,42        | 16 030      | 27,68       |  |
| Votants        | Votants           | Votants        | 41 532       | 71,58        | 41 879      | 72,32       |  |
| Blancs et nuls | Blancs et nuls    | Blancs et nuls | 1 468        | 3,53         | 899         | 2,15        |  |
| Exprimés       | Exprimés          | Exprimés       | 40 064       | 96,47        | 40 980      | 97,85       |  |

#### Troisième circonscription (Le Blanc)
| Candidat       | Candidat                          | Parti           | Premier tour | Premier tour | Second tour | Second tour |  |
| Candidat       | Candidat                          | Parti           | Voix         | %            | Voix        | %           |  |
| -------------- | --------------------------------- | --------------- | ------------ | ------------ | ----------- | ----------- |  |
|                | Jean Bénard-Mousseaux élu         | CNIP (UNR, UFF) | 11 545       | 27,80        | 20 480      | 49,39       |  |
|                | Georges Pirot                     | PCF             | 10 451       | 25,16        | 12 534      | 30,22       |  |
|                | Roger Morève                      | Radsoc          | 8 718        | 20,99        | Retrait     | Retrait     |  |
|                | Jean-Annet d'Astier de La Vigerie | CRR             | 5 933        | 14,29        | 8 456       | 20,39       |  |
|                | Ferdinand Séville                 | SFIO            | 4 885        | 11,76        | Retrait     | Retrait     |  |
|                |                                   |                 |              |              |             |             |  |
| Inscrits       | Inscrits                          | Inscrits        | 56 746       | 100,00       | 56 724      | 100,00      |  |
| Abstentions    | Abstentions                       | Abstentions     | 14 034       | 24,73        | 14 243      | 25,11       |  |
| Votants        | Votants                           | Votants         | 42 712       | 75,27        | 42 481      | 74,89       |  |
| Blancs et nuls | Blancs et nuls                    | Blancs et nuls  | 1 180        | 2,76         | 1 011       | 2,38        |  |
| Exprimés       | Exprimés                          | Exprimés        | 41 532       | 97,24        | 41 470      | 97,62       |  |